# Kongres Południowoafrykańskich Związków Zawodowych
Kongres Południowoafrykańskich Związków Zawodowych (ang. Congress of South African Trade Unions, COSATU lub Cosatu) – południowoafrykańska centrala związkowa założona w 1985. Jest największą z trzech głównych federacji związków zawodowych w kraju, zrzeszającą 21 związków zawodowych.

## Historia
30 listopada 1985 33 związki zawodowe spotkały się na Uniwersytecie Natal, aby porozmawiać o utworzeniu federacji związków zawodowych. COSATU oficjalnie powstało 1 grudnia 1985. Wśród związków założycielskich znalazły się filie Federacji Południowoafrykańskich Związków Zawodowych (FOSATU), mała Narodowa Federacja Pracowników (NFW) oraz kilka niezależnych związków, w szczególności Narodowy Związek Górników (NUM). Elijah Barayi był pierwszym prezesem organizacji, a Jay Naidoo pierwszym sekretarzem generalnym.
Na drugim kongresie krajowym, który odbył się w dniach 14–18 lipca 1987, federacja przyjęła Kartę Wolności, której wprowadzenie zaproponował NUM.
Podczas trzeciego kongresu, który odbył się w dniach od 12 do 16 lipca 1989, przyjęto rezolucję wzywającą członków COSATU do włączania się do kampanii „trwałych działań” przeciwko apartheidowi w tygodniu poprzedzającym wybory powszechne w Republice Południowej Afryki w 1989.
26 lipca 1989 COSATU, Zjednoczony Front Demokratyczny i Masowy Ruch Demokratyczny, zainicjowały Kampanię Niepokorności Narodowego, w ramach której dokonano wtargnięcia do obiektów zarezerwowanych dla białych, a organizacje zakazane przez państwo ogłosiły się „niezakazane”.

### Sojusz Trójstronny
COSATU jest obecnie częścią porozumienia z Afrykańskim Kongresem Narodowym (ANC) i Południowoafrykańską Partią Komunistyczną (SACP), zwanego „Sojuszem Trójstronnym”. Rola COSATU była przedmiotem debaty, ponieważ organizacja krytykowała niektóre polityki rządu ANC. Podczas gdy niektórzy członkowie opowiadali się za większą niezależnością od rządzącej partii politycznej, inni twierdzili, że układ ten daje związkowi wpływ polityczny na decyzje rządu.

### Wsparcie dla Palestyny
W 2020 COSATU wyraziło solidarność z Palestyńczykami 15 maja (Dzień Nakby) i powiązało palestyńskie prawo do ziemi z walką organizacji z apartheidem w Republice Południowej Afryki. W 2021 Palestyńczycy protestowali przeciwko orzeczeniu izraelskiego sądu, który stwierdził, że mieszkańcy Asz-Szajch Dżarrah muszą zostać eksmitowani ze swoich domów. Izraelskie wojska zaatakowały Al-Aksę podczas Ramadanu. COSATU przemaszerowało pod ambasadę USA w Sandton w Johannesburgu jako wyraz wsparcia dla Palestyńczyków, stwierdzając, że rząd USA musi uznać suwerenność Palestyny, a także rażące naruszenia praw człowieka wobec jej mieszkańców.